# Gryllotalpa krimbasi
Gryllotalpa krimbasi är en insektsart som beskrevs av Baccetti 1992. Gryllotalpa krimbasi ingår i släktet Gryllotalpa och familjen mullvadssyrsor. Inga underarter finns listade i Catalogue of Life.